# 앙카라나난쟁이여우원숭이
앙카라나난쟁이여우원숭이(Cheirogaleus shethi)는 살찐꼬리난쟁이여우원숭이 군에 속하는 난쟁이여우원숭이의 일종이다. 마다가스카르섬 북부 지역에서만 알려져 있다. 두 군데 보전 지역(앙카라나 보전 지역과 아날라메라나 보전 지역)과 두 군데 보호 지역(안드라피아메나-안다바코이라, 로키-마남바토)에서 발견된다. 2014년에 기재되었지만, 2016년까지는 공식적으로 기술되지 않았다. 아직 보전 등급이 결정되지 않았지만, 현지 주민들의 사냥 때문에 서식지가 파괴되어 위험에 처해 있다.